# OCC CABLES
OCC Cables Limited，簡稱OCC Cables（英語：OCC Cables Limited，港交所：1791），是一間馬來西亞電力電纜產品的供應商，於2018年10月5日起至10月11日招股，原來計劃2018年10月19日於聯交所主板掛牌上市，獨家保薦人為富強金融資本 ，但同年10月12日宣布擱置上市計劃。

## 經過
OCC Cables原計劃發行2.7億股，其中90%作國際配售、10%為公開發售，每股招股價介乎0.6元至0.8元，以每手4,000股計入場費3,232.25元。於2018年10月5日完成首日招股，惟孖展認購未足額。
但由於當周港股大跌，已完成公開招股的OCC Cables於2018年10月12日深夜發出公告，鑑於不利的全球市况，公司及聯席全球協調人決定全球發售將不會按原定計劃進行，而退款安排亦將不遲於2018年10月16日公布。